# アミロース

アミロースの構造

アミロース (英語: amylose) は、多数のα-グルコース分子がグリコシド結合（α1→4結合）によって重合し、直鎖状になった高分子化合物。「デンプン」の一種である。
デンプンに含まれるアミロースは完全な直鎖ではなく、1分子あたり5 - 20個程度の分岐がある。分枝の鎖長はグルコース残基で3 - 20程度と短いものが多い。通常のデンプンには 20% ほど含まれるが、トウモロコシの中には、このアミロース含量を 80% 程度にまで上げた品種（高アミロース種）もあり、そこから取り出されたものは「高アミロースデンプン」と呼称される。

## 性質
- アミロペクチンと異なり、熱水に溶ける。
- 分子量は5×105～2×106程度（グルコース残基で3,000～12,000程度）で、アミロペクチンより小型。
- ヨウ素デンプン反応における呈色は青紫色。
- アミロースとアミロペクチンの比率により穀物の粘り気が違う。分子量の小さいアミロース比率が低いほど（アミロペクチンの比率が高いほど）、粘り気が強くなる。アミロース比率が低く粘りが強いものは「糯（もち）」、アミロース比率が高く低い粘りが弱いものは「粳（うるち）」と区分される。